# Aquilonastra scobinata
Aquilonastra scobinata is een zeester uit de familie Asterinidae.
De wetenschappelijke naam van de soort werd in 1933 gepubliceerd door Livingstone.